# Fagertrav
Fagertrav (Arabis caucasica) är en växtart i familjen korsblommiga växter. 